# Asociación Cívica Nacional Revolucionaria
La Asociación Cívica Nacional Revolucionaria (ACNR) fue una organización guerrillera de México, liderada por el maestro Genaro Vázquez Rojas. No tuvo como integrante en ningún momento al comandante profesor Lucio Cabañas. Genaro y Lucio lideraron dos grupos de insurrección en Guerrero que tenían intereses similares. Este grupo de Lucio se autonombró Brigada de Ajusticiamiento del Partido de los Pobres.
La mayoría de los miembros de la guerrilla terminarían siendo arrestados, torturados y desaparecidos, un caso parecido a otras organizaciones armadas durante la guerra sucia en México.

## Historia

### Inicios
Genaro Vázquez luchó de manera pacífica por mejorar la vida de los trabajadores con la Asociación Cívica Guerrerense (ACG) en 1959, como antecedente de la ACNR, sin embargo sus protestas fueron reprimidos, y con su encarcelamiento en 1968. Ese mismo año fue liberado de prisión por un comando armado formado por campesinos y maestros, fue entonces cuando decidió emprender la lucha armada fundando al ACNR. La ACNR actuó en el Estado de Guerrero y en la Ciudad de México.
Durante la presidencia de Gustavo Díaz Ordaz (1964-1970) y Luis Echeverría Álvarez (1970-1976) fue visible la represión a los movimientos insurgentes alrededor del país, proveniendo de casi una década de luchas previas en los movimientos populares de carácter social en los municipios guerrerenses, y viéndose inmersos en un ambiente de feroz anticomunismo y de control férreo por parte del Estado. El grupo se vio influenciado por el Foquismo, fundamentándose en teoría y tácticas guevaristas, de Võ Nguyên Giáp entre otros. Es publicado en 1960, y en el manual táctico titulado "Guerra de guerrillas: un método" donde explicaban a la población algunas ventajas y métodos para realizar una insurgencia armada, circulando de mano en mano adiestrando a los militantes. Estas guerrillas rurales, por su naturaleza regional, tuvieron una base social de apoyo proveniente de las propias comunidades de las que eran oriundos. También cabe destacar la participación de mujeres en la guerrilla, teniendo participación en algunas acciones armadas y en misiones de propaganda en las comunidades.

### Desarrollo del ACNR
El 1 de enero de 1971 el comandante Genaro Vázquez Rojas daba una entrevista a un periódico local, donde explicaba los razones de la lucha armada, el carácter, ideología y objetivos del grupo, su posición respecto a la presidencia de Luis Echeverría Álvarez, y su opinión de los movimientos insurreccionales tanto rurales como urbanos. El ACNR como organización tendrá como fin, el derrocamiento del estado oligárquico, formado por los grandes capitalistas y terratenientes, el establecimiento de un gobierno popular conformado por obreros, campesinos y estudiantes, reivindicar la soberanía política y económica del país.
Meses más tarde el 15 de julio de 1971, apareció en la revista ¿Por Qué? la primera parte de un amplio reportaje hecho a Genaro Vázquez confirmando la existencia de la guerrilla en Guerrero, misma que la Secretaría de la Defensa había negado sistemáticamente que existiera.
A pesar de la poca difusión (y en sus primeros años persecución) que se le ha dado al conflicto armado en Guerrero, varios grupos políticos y civiles de izquierda siguen conmemorando la muerte de Genaro Vázquez Rojas, siguiendo con las proclamas y peticiones que este realizó hace más de 40 años.
No fue hasta el 2 de febrero del 2019 fue develada una escultura del guerrillero, durante la conmemoración del 47° aniversario realizado por el escultor jalisciense Alfredo López Casanova, recibido a través de Mario Saucedo Pérez, instalada en el centro de San Luis Acatlán, lugar de nacimiento de "El comandante", como es popularmente llamado en región. El 25 de abril del 2022 fallece debido a una complicación relacionada con la neumonía, el activista Darvy Batallar Gómez, exmiembro de la ACNR.

### Actividad armada
El 19 de noviembre de 1971, guerrilleros armados con fusiles M-1, denominado Comando Armado de Liberación-General Vicente Guerrero, perteneciente a la ACNR secuestró al empresario y propietario de las embotelladoras Yoli y Coca Cola y entonces rector de la Universidad Autónoma de Guerrero Jaime Castrejón Díez, en el kilómetro 240 de la carretera México-Acapulco, a la altura de Xochilapa, municipio de Atoyac de Álvarez, el cual fue utilizado para conseguir la liberación de algunos de sus militantes y simpatizantes, de los cuales algunos salieron con dirección a Cuba. Jaíme Castellon Díez muere el 23 de enero del 2022 a la edad de 90 años, en su propiedad en Guadalajara. Jalisco.
En expedientes de investigación recientemente desclasificados, pertenecientes a la extintas Dirección Federal de Seguridad (DFS) se describió que un guerrillero de la ACNR llamado Eliseo Jesús de la Cruz, portaba en sus bolsillos fotografías de periódicos del empresario Emilio Azcárraga Vidaurreta, fundador de Telesistema Mexicano (antecedente de Televisa). El empresario fue una de las posibles víctimas de secuestro por parte del grupo, viéndo el plagio más con un incentivo económico pero también se planteaba el secuestro al expresidente, Miguel Alemán Valdés y a un civil sin revelar persona que vivía en Las Brisas de Acapulco, Guerrero. Ante las actividades de la guerrilla, el ejército mexicano aplico el "Plan telaraña", tomando el control de las regiones del Centro, Acapulco, Costa Grande y Costa Chica para reprimir al movimiento, y trasladando a los detenidos a centros de detención clandestinos, como los localizados en  Campo Militar número uno. Un informe de la entonces Dirección Federal de Seguridad reporta el traslado de varias personas detenidas a la 27 zona militar, en Atoyac de Álvarez. Algunas de estas detenciones eran perpetradas por un grupo parapolicial y militar denominado "Sangre".